# Ваља Мујериј де Жос (Долж)
Ваља Мујериј де Жос (рум. Valea Muierii de Jos) насеље је у Румунији у округу Долж у општини Мелинешти. Oпштина се налази на надморској висини од 188 m.

## Становништво
Према подацима из 2002. године у насељу је живело 180 становника, од којих су сви румунске националности.